# Pandemonium Shadow Show
Pandemonium Shadow Show is het eerste studioalbum van de Amerikaanse singer-songwriter Harry Nilsson. Het werd in 1967 door RCA Records uitgegeven. De meeste liedjes schreef Nilsson zelf, maar er staan ook enkele covers op, waaronder de Beatles-medley "You Can't Do That". Het liedje "Ten Little Indians" werd een paar maanden later door The Yardbirds vertolkt en als single uitgebracht. Rick Jarrard verzorgde de muzikale productie van Pandemonium Shadow Show.

## Tracklist
| Nr. | Titel                      | Schrijver(s)      | Duur |
| --- | -------------------------- | ----------------- | ---- |
| 1.  | Ten Little Indians         | Nilsson           | 2:13 |
| 2.  | 1941                       | Nilsson           | 2:36 |
| 3.  | Cuddle Toy                 | Nilsson           | 2:45 |
| 4.  | She Sang Hymns Out of Tune | Jesse Lee Kincaid | 2:19 |
| 5.  | You Can't Do That          | Lennon-McCartney  | 2:16 |
| 6.  | Sleep Late, My Lady Friend | Nilsson           | 2:41 |

| Nr. | Titel                      | Schrijver(s)                              | Duur |
| --- | -------------------------- | ----------------------------------------- | ---- |
| 7.  | She's Leaving Home         | Lennon-McCartney                          | 3:16 |
| 8.  | There Will Never Be        | Perry Botkin Jr., Garfield                | 2:27 |
| 9.  | Without Her                | Nilsson                                   | 2:18 |
| 10. | Freckles                   | Cliff Hess, Howard Johnson, Milton Ager   | 2:21 |
| 11. | It's Been So Long          | Nilsson                                   | 2:09 |
| 12. | River Deep - Mountain High | Phil Spector, Jeff Barry, Ellie Greenwich | 3:53 |